# Lorenzo Camerano
Lorenzo Camerano (9 de abril de 1856, Biella – 22 de noviembre de 1917, Turín) fue un herpetólogo y entomólogo italiano.
Nacido en Biella en 1856; estudió en Bolonia y en Turín, donde resolvió tomar, entre 1871 y 1873, un curso de pintura con Antonio Fontanesi en la Academia de Arte local.
Trabajó como pintor para Museo de Zoología de Turín, entonces dirigido por el zoólogo Michele Lessona.
Fascinado por su personalidad fuerte, empezó un curso de ciencia natural en la Universidad local y se graduó en 1878. Tras haber sido ayudante, devino profesor en 1880 y logró un cargo permanente en la Universidad de Cagliari.
Un poco más tarde volvió a Turin donde fue asignado a la cátedra de anatomía comparada, que mantuvo hasta 1915. También fue canciller de la Universidad de Turin entre 1907 y 1910, y elegido senador en 1909.
Tuvo una producción científica grande (más de 300 títulos), el cual incluyó documentar la primera red trófica, fundó revistas científicas (como el Bollettino dei Musei di Zoologia ed Anatomia comparata della R. Università di Torino en 1896)  y un instituto de biología marina en Rapallo.
Camerano defendió fuertemente las ideas de Darwin. 

## Obras

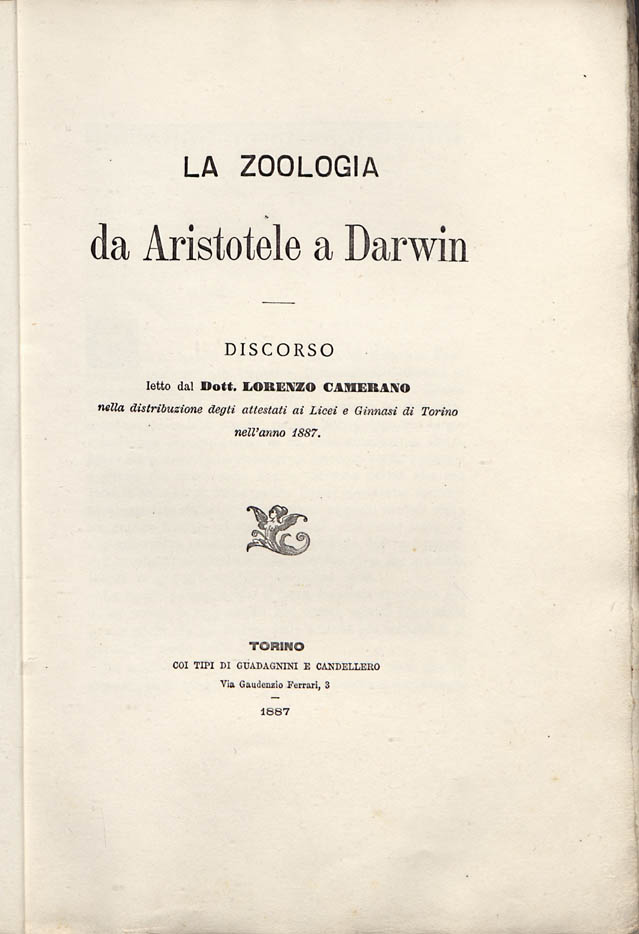
La zoologia da Aristotele a Darwin, 1887

- La zoologia da Aristotele a Darwin (en italiano). Torino: Guadagnini & Candellero. 1887.

## Honores

### Membresías
Lo fue de varias instituciones científicas nacionales, e internacionales.

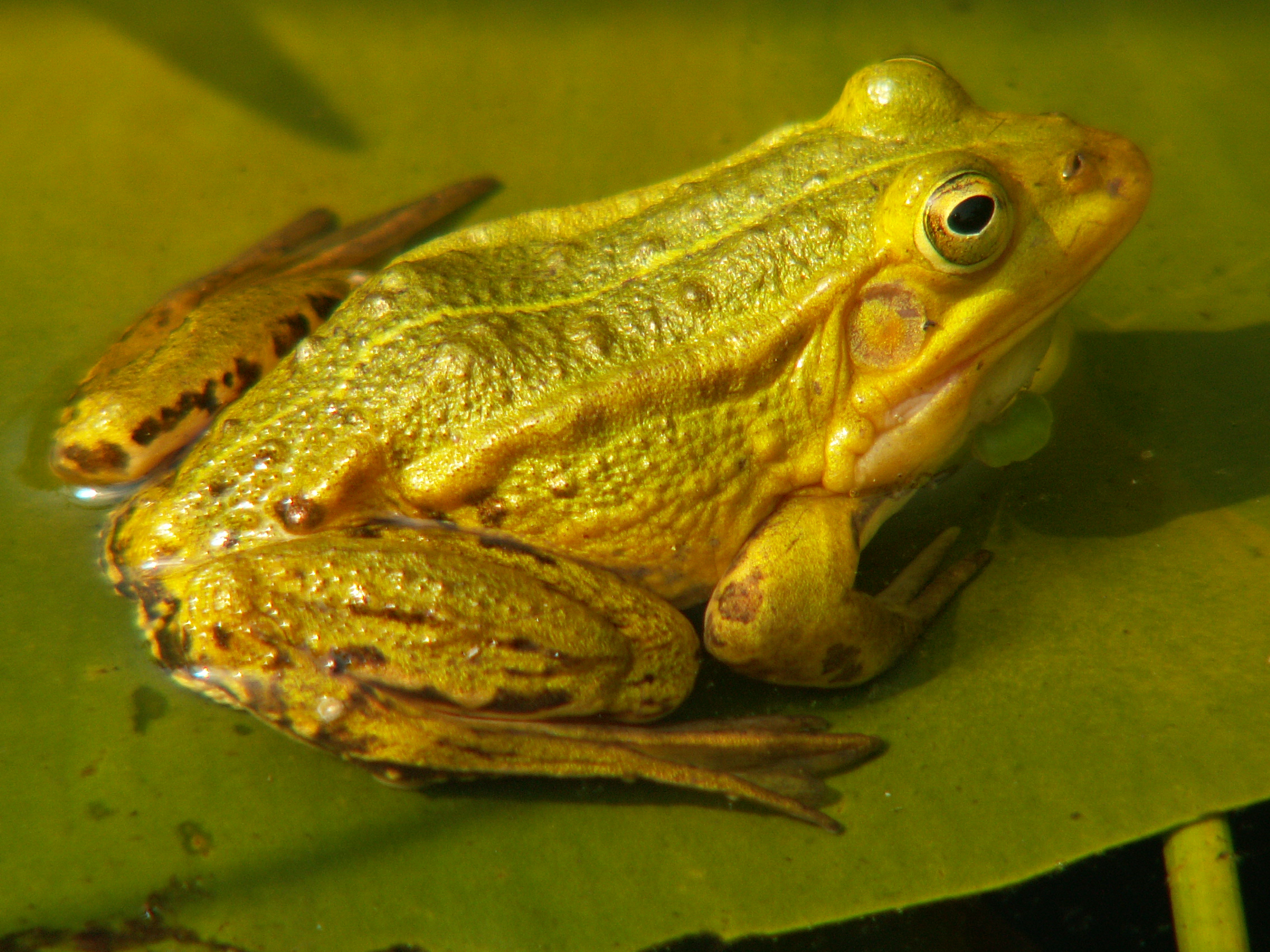
Pelophylax lessonae la rana lessonae, una de las varias especies estudiadas por Lorenzo Camerano

## Abreviatura (zoología)
La abreviatura Camerano  se emplea para indicar a Lorenzo Camerano como autoridad en la descripción y taxonomía en zoología.